# غاري ويلش
غاري ويلش (بالإنجليزية: Garry Welch)‏ هو لاعب كرة قدم نيوزيلندي في مركز الوسط، ولد في 20 يوليو 1955 في نيوزيلندا. شارك مع منتخب نيوزيلندا لكرة القدم. أما مع النوادي، فقد لعب مع ويلينغتون يونايتد ‏.